# Bustah
Bustah (rus. Бустах; jakutski: Буустаах) je veliko slatkovodno jezero u Ust-Janskom rajonu, Jakutija, Rusija.
Jezero Bustah zaledi se krajem rujna i ostaje okovano ledom do lipnja. Bogato je ribom.

## Geografija
S površinom od 249 km2 jedno je od najvećih jezera Jano-Indigirske nizine. Jezero se nalazi u blizini Ebeljahskog zaljeva u Laptevskom moru.